# Zaječí (Maršovice)
Zaječí je malá vesnice, část městyse Maršovice v okrese Benešov. Nachází se asi 3,5 km na sever od Maršovic. V roce 2009 zde bylo evidováno 22 adres.
Zaječí leží v katastrálním území Zahrádka u Benešova o výměře 8,22 km².

## Historie
Zaječí je nejstarší částí obce Maršovice. První písemná zmínka o vesnici pochází z roku 1000. Pochází z darovací listiny, v níž kníže Boleslav II. daroval v roce 999 osadu novému klášteru svatého Jana Křtitele na Ostrově u Davle.
Za druhé světové války se ves stala součástí vojenského cvičiště Zbraní SS Benešov a její obyvatelé se museli 31. prosince 1943 vystěhovat.